# James Patton Preston
James Patton Preston (21 giugno 1774 – 4 maggio 1843) è stato un politico statunitense.

## Biografia
Fu il ventesimo governatore della Virginia. Fra i suoi parenti John Floyd, James McDowell e John Buchanan Floyd, futuro 31º governatore della Virginia.
Frequentò il College di William e Mary, durante la guerra del 1812 venne gravemente ferito e la sua vita fu in pericolo.

## Riconoscimenti
La contea di Preston deve a lui il suo nome.